# Raging Bender
Raging Bender (рус.  «Бешеный Бендер») — восьмой эпизод второго сезона мультсериала «Футурама». Североамериканская премьера этого эпизода состоялась 20 февраля 2000 года.

## Сюжет
Гермес Конрад вернулся из отпуска из туманности Склиф, где на планете Мозговых слизняков его заразили местные формы жизни. Чтобы не заразиться от Гермеса, команда Межпланетного экспресса решает сходить в кино. После долгих споров, на какой фильм пойти, предложение Бендера посетить «Все мои детальки. Кино» поддерживается единогласно.
Во время просмотра фильма Бендер вступает в спор с роботом, который впоследствии оказывается легендарным борцом реслинга по имени Маска. Разозлив Маску до бешенства, Бендеру ничего не остается, как бежать прочь, но ему улыбается удача: поскользнувшись на машинном масле от попкорна, робот Маска падает и отключается. Это происшествие имеет сильный резонанс в обществе, и Бендера приглашают в «Лигу Борьбы Роботов».
Видя некоторую неуверенность Бендера в необходимости участвовать в боях роботов, Лила вызывается помочь, вспоминая, как в приюте её унижал учитель Фуног. Став личным тренером Бендера, она полностью посвящает себя ему. Но в скором времени Бендер узнаёт, что весь матч — это лишь шоу, и побеждает всегда более популярный робот. Играя на своей популярности, Бендер становится знаменитым. Вскоре он отказывается от услуг Лилы, потому как считает, что «Бендер—преступник» (англ. Bender the Offender, реслинговый псевдоним Бендера) ни в ком не нуждается.
Когда популярность Бендера падает, его начальство требует, чтобы тот поменял свой стиль на «Крошку Бендера» и проиграл следующий бой здоровенному роботу — Разрушителю. В случае отказа проиграть Бендеру обещана беспощадная расправа Разрушителем. Бендер не хочет проигрывать и обращается к Лиле, чтобы та научила его побеждать. Лила соглашается, но только когда узнаёт, что Разрушителя тренирует учитель Фуног. Решив отомстить за прошлые обиды, Лила готовит Бендера к поединку. Начавшись, бой быстро превратился в избиение Бендера, которое никто не собирался останавливать, потому как Гермес и Фрай заразились Мозговыми слизняками, а Лила нашла причину высокого мастерства Разрушителя. Оказалось, что Фуног не тренировал своего робота, а просто управлял им на расстоянии через антенну, находясь под рингом и наблюдая за боем через телевизор. Поняв аферу, Лила вступает в поединок со своим бывшим учителем и выигрывает его хитростью. Хотя позже выясняется, что официально Бендер все же проиграл этот бой, тем не менее, Лила одержала важную для себя победу.

## Персонажи
Список новых или периодически появляющихся персонажей сериала
- Хэтти МакДугал
- Сэл
- Голова Ричарда Никсона
- Мозговые слизняки
- Зепп Бранниган
- Киф Крокер
- Калькулон
- Бонт
- Моник
- Дебют: Учитель Фуног
- Дебют: Робот-Маска
- Дебют: Потрошитель
- Дебют: Робот-миллионер
- Дебют: Разрушитель
- Дебют: Голова Рича Литтла
- Дебют: Голова Джорджа Формана
- Дебют: Табачный автомат

## Изобретения будущего
- Интерактивный кинотеатр — зрители кинотеатра голосованием выбирают, как будет развиваться сюжет фильма. В одной из удаленных сцен объясняется, почему интерактивная система посчитала, что Фрай нажал «2 — Калькулон должен перепроверить документы», когда тот нажал «1 — Калькулон должен ввязаться в битву». Методом голосования система определяет, каким образом можно «удивить» зрителя.

## Интересные факты